# Penaforte
Penaforte este un oraș în statul Ceará (CE) din Brazilia.